# مگس‌گیرنمای دمگاه‌گوگردی
مگس‌گیرنمای دمگاه‌گوگردی یا مگس‌گیر دمگاه‌گوگردی (نام علمی: Miobius sulphureipygius) گونه‌ای از پرندگان گنجشک‌سان از خانواده مرغان کدر است که در بلیز، کلمبیا، کاستاریکا، اکوادور، گواتمالا، هندوراس، مکزیک، نیکاراگوئه و پاناما یافت می‌شود. زیستگاه طبیعی آن جنگل‌های جلگه‌ای نمناک نیمه‌گرمسیری یا گرمسیری است.